# Communauté de communes Pré-Bocage Intercom
La communauté de communes Pré-Bocage Intercom est une structure intercommunale française, située dans le département du Calvados en région Normandie.

## Historique
La communauté de communes Pré-Bocage Intercom est créée le 1er janvier 2017 par fusion des communautés de communes Villers-Bocage Intercom (sans Hottot-les-Bagues et Lingèvres qui intègrent la communauté de communes Seulles Terre et Mer) et Aunay-Caumont Intercom.
L'ancienne commune du Plessis-Grimoult, membre de la communauté de communes du Pays de Condé et de la Druance jusqu'en 2016, intègre la commune nouvelle des Monts d'Aunay et, en conséquence, la nouvelle intercommunalité au 1er janvier 2017.

## Territoire communautaire

### Géographie
Située dans l'ouest du département du Calvados, la communauté de communes Pré-Bocage Intercom regroupe 27 communes et s'étend sur 416,9 km2.

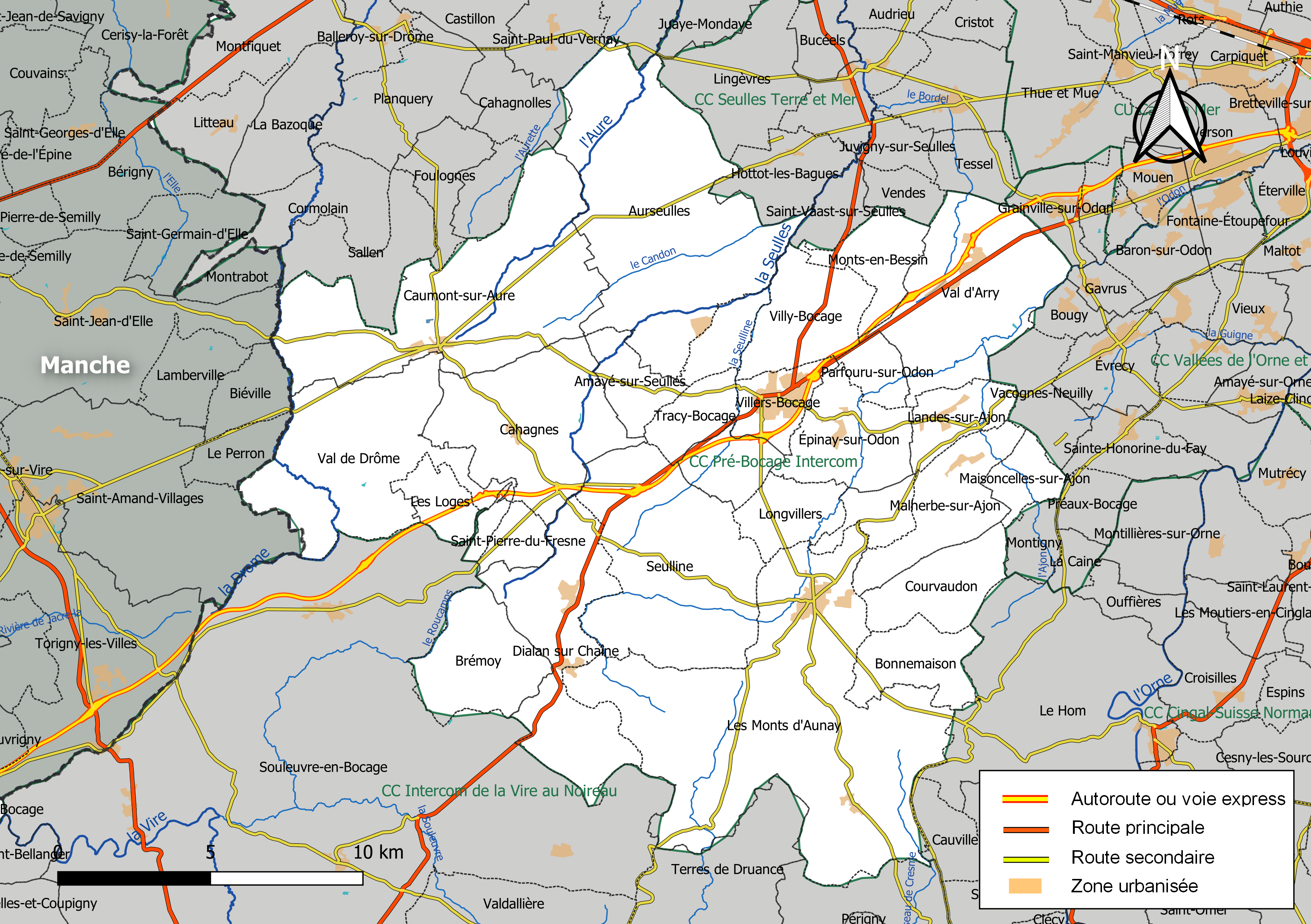
Carte de la communauté de communes Pré-Bocage Intercom au 1er janvier 2019.

### Composition
La communauté de communes est composée des 27 communes suivantes :

| Nom                       | Code Insee | Gentilé        | Superficie (km2) | Population (dernière pop. légale) | Densité (hab./km2) |
| ------------------------- | ---------- | -------------- | ---------------- | --------------------------------- | ------------------ |
| Les Monts d'Aunay (siège) | 14027      |                | 69,43            | 4 664 (2022)                      | 67                 |
| Amayé-sur-Seulles         | 14007      | Amayéens       | 5,62             | 211 (2022)                        | 38                 |
| Aurseulles                | 14581      |                | 46               | 1 908 (2022)                      | 41                 |
| Bonnemaison               | 14084      | Bonnemaisonais | 8,4              | 401 (2022)                        | 48                 |
| Brémoy                    | 14096      | Brémontois     | 12,5             | 257 (2022)                        | 21                 |
| Cahagnes                  | 14120      | Cahagnais      | 24,35            | 1 408 (2022)                      | 58                 |
| Caumont-sur-Aure          | 14143      |                | 39,93            | 2 439 (2022)                      | 61                 |
| Courvaudon                | 14195      | Courvaudonais  | 9,53             | 287 (2022)                        | 30                 |
| Dialan sur Chaîne         | 14347      |                | 21,93            | 1 009 (2022)                      | 46                 |
| Épinay-sur-Odon           | 14241      | Épinois        | 11,58            | 629 (2022)                        | 54                 |
| Landes-sur-Ajon           | 14353      | Landais        | 6                | 459 (2022)                        | 76                 |
| Les Loges                 | 14374      | Logeais        | 4,46             | 141 (2022)                        | 32                 |
| Longvillers               | 14379      | Longvillois    | 6,65             | 356 (2022)                        | 54                 |
| Maisoncelles-Pelvey       | 14389      |                | 5,4              | 251 (2022)                        | 46                 |
| Maisoncelles-sur-Ajon     | 14390      | Maisoncellois  | 4,24             | 201 (2022)                        | 47                 |
| Malherbe-sur-Ajon         | 14037      |                | 11,77            | 573 (2022)                        | 49                 |
| Le Mesnil-au-Grain        | 14412      |                | 4,3              | 74 (2022)                         | 17                 |
| Monts-en-Bessin           | 14449      |                | 7,16             | 417 (2022)                        | 58                 |
| Parfouru-sur-Odon         | 14491      | Parfourutins   | 3,65             | 197 (2022)                        | 54                 |
| Saint-Louet-sur-Seulles   | 14607      |                | 4,33             | 135 (2022)                        | 31                 |
| Saint-Pierre-du-Fresne    | 14650      |                | 3,43             | 181 (2022)                        | 53                 |
| Seulline                  | 14579      |                | 31,67            | 1 309 (2022)                      | 41                 |
| Tracy-Bocage              | 14708      |                | 5,24             | 305 (2022)                        | 58                 |
| Val d'Arry                | 14475      |                | 24,54            | 2 455 (2022)                      | 100                |
| Val de Drôme              | 14672      |                | 27,62            | 895 (2022)                        | 32                 |
| Villers-Bocage            | 14752      | Villersois     | 5,76             | 3 113 (2022)                      | 540                |
| Villy-Bocage              | 14760      | Villyssois     | 11,39            | 709 (2022)                        | 62                 |

### Démographie
| 1968   | 1975   | 1982   | 1990   | 1999   | 2010   | 2015   | 2021   |
| ------ | ------ | ------ | ------ | ------ | ------ | ------ | ------ |
| 19 175 | 18 465 | 19 726 | 20 436 | 21 416 | 24 297 | 24 781 | 24 798 |

## Administration

### Siège
Le siège de la communauté de communes est situé aux Monts d'Aunay.

### Conseil communautaire
Le conseil communautaire de la communauté de communes se compose de 50 conseillers, élus pour une durée de six ans.
Ils sont répartis comme suit :
| Nombre de conseillers | Communes                              |
| --------------------- | ------------------------------------- |
| 9                     | Les Monts d'Aunay                     |
| 5                     | Villers-Bocage                        |
| 4                     | Caumont-sur-Aure, Val d'Arry          |
| 3                     | Aurseulles                            |
| 2                     | Cahagnes, Dialan sur Chaîne, Seulline |
| 1 (+1 suppléant)      | les 19 autres communes                |

### Présidence
| Période      | Période  | Identité      | Étiquette | Qualité            |
| ------------ | -------- | ------------- | --------- | ------------------ |
| janvier 2017 | En cours | Gérard Leguay | DVD       | Maire d'Aurseulles |

### Compétences

#### Compétences obligatoires
La communauté de communes Pré-Bocage Intercom a 4 compétences obligatoires :
- Aménagement de l’espace :
- Développement économique : l'intégralité de la compétence développement économique telle que visée à l’article L.5214-16 du CGCT ;
- Aménagement, entretien et gestion des aires d'accueil des gens du voyage
- Collecte et traitement des déchets des ménages et déchets assimilés.

#### Compétences optionnelles
- Protection et mise en valeur de l’environnement.
- Politique du logement et du cadre de vie
- Création ou aménagement et entretien de la voirie d’intérêt communautaire.
- Construction, entretien et fonctionnement d'équipements culturels et sportifs d'intérêt communautaire et d'équipements de l'enseignement préélémentaire et élémentaire d'intérêt communautaire
- Action sociale d’intérêt communautaire.

#### Compétences supplémentaires
- Agences postales

Création et gestion des agences postales sur le périmètre de la communauté
- Assainissement non collectif des eaux usées

Elle mène toute étude relative à une organisation intercommunale en matière de gestion de l’assainissement collectif
- Points info 14
- Insertion des jeunes
- Autres compétences

### Régime fiscal et budget
Le régime fiscal de la communauté de communes est la fiscalité professionnelle unique (FPU).